# Těžké melodično
Těžké melodično (v originále Soul Music) je humoristická fantasy kniha Terryho Pratchetta, šestnáctá ze série Zeměplocha. V angličtině byla poprvé vydána v roce 1994 s obalem kresleným Joshem Kirbym, český překlad Jana Kantůrka vyšel v roce 1998.

## Obsah
Hrdinou této knihy je mladý chalamadoský bard Imp y Cilin, který po roztržce s otcem vyráží do světa vyzbrojen pouze svou harfou. Při neúspěšném pokusu o registraci v ankh-morporkském Cechu hudebníků se seznamuje s trpasličím trubačem Zlotou Zlotassonem a trollím bubeníkem Permem (umělecké jméno Cliff). Společně zakládají multidruhovou hudební skupinu a rozhodnou se hrát bez povolení Cechu.
Během prvního koncertu má být Imp náhodně zabit nešťastně odraženou vrhací sekerou přilétlou z publika - je však v rozporu s psaným osudem zachráněn Hudbou, která naplní přesýpací hodiny jeho života a uvolňuje se do okolí, kdykoliv začne Imp hrát.
Imp přijímá umělecké jméno Buddy a následně zažívá se skupinou strmý vzestup kariéry - jako paralela k příběhu rock and rollu, Buddyho Hollyho a Elvise Presleyho, kterými se nechal autor inspirovat.
Jejich bouřlivá vystoupení má podle Smrťova itineráře ukončit osudová nehoda při zběsilé cestě po zeměplošském hudebním festivalu - motiv pravděpodobně inspirovaný tragickou smrtí Buddyho Hollyho a dalších dvou hudebníků v roce 1959, známou také jako "Den, kdy zemřela hudba"
V paralelní dějové linii je Zuzana Stohelitská donucena převzít povinnosti svého adoptivního dědečka Smrtě. Jedním z jejích prvních „zákazníků“ má být i Imp na prvním koncertu své skupiny. Zuzana se, namísto aby v souladu se svými povinnostmi použila Smrťovu kosu, rozhodne Impa ochraňovat. Ve šťastném konci vyhrává Zuzana i souboj se samotnou Hudbou, která mezitím Impa zcela ovládne.